# Complejo Las Ánimas
El Complejo Las Ánimas es un complejo cultural prehispánico que habitó el Norte Chico chileno durante los siglos VIII y XI d. C. La denominación proviene de las excavaciones realizadas por Francisco Cornelly en la Quebrada Las Ánimas, 15 kilómetros al este de la ciudad de La Serena. En aquel momento fueron clasificadas como “diaguitas tempranas” pero posteriores descubrimientos llevaron a la conclusión que se trataban de una cultura diferente, un paso antes del establecimiento de la etnia Diaguita en el territorio.
Habitaban preferentemente los valles, en sus zonas medias y costeras, los interfluvios eran ocupados esporádicamente en la ganadería, junto con los pastizales cordilleranos.

## Historia
Durante el siglo VIII se originaron sucesivos aportes de la puna argentina, probablemente de la Cultura Aguada, como lo testifican los cementerios encontrados en los yacimientos La Puerta y Tres Puentes en el valle del Río Copiapó. Estas incursiones modificaron a la cultura local del Complejo El Molle para dar origen al Complejo Las Ánimas.

## Agricultura y ganadería
Sus cultivos se limitaban al maíz, porotos y zapallos, además de recolección de frutos de chañar y algarrobo. A diferencia de sus antecesores, el Complejo El Molle, la ganadería fue primordial dentro del modo de vida, llegando a tener una participación en los entierros, en los cuales algunas llamas eran sacrificadas junto a su dueño y con las patas delanteras lo abrazaban, dando un sentido místico a la unión de ambos. De la crianza de llamas obtenían carne y lana para sus vestuarios. La extracción de especies marinas completaba la dieta.

## Cerámicas y metalurgia
Las cerámicas molles, cuya variedad es destacable, es reemplazada por escudillas y platos con bordes tronco-cónicos y cuencos subglobulares achatados. Habituales son los colores rojos, blancos y negros. La fase final de la alfarería, Animas IV está emparentada con la fase Diaguita I.
Heredaron la habilidad de los Molles con la metalurgia, usaron el cobre para elaborar varios artefactos como anzuelos, cinceles, placas, aros, ganchos de propulsor y unos objetos simililares a una H mayúscula que eran puestos en el antebrazo y cuya funcionalidad es desconocida.
Abandonaron gradualmente el uso de la tembetá bajo el labio y de la pipa para fumar alucinógenos, en su reemplazo, y probablemente por influencia de las culturas trasandinas y del Altiplano andino, usaron recipientes de madera de los cuales salían tubos por los que aspiraban polvos con efectos alucinógenos.
- Datos: Q5779910